# Vældet
Vældet är det danska viking metal/folk metal-bandet Svartsots fjärde studioalbum. Albumet utgavs februari 2015 av skivbolaget Nail Records.

## Låtlista
1. "Midsommer" – 4:53
2. "Urtekonen" – 5:15
3. "Kilden - I marker og i lunde" – 5:33
4. "Allerkæresten min" – 5:58
5. "Moder hyld" – 6:24
6. "Markedstid" – 6:26
7. "I mørkets skær" (instrumental) – 4:40
8. "Ved vældets vande" – 6:34

- Text: James Atkin
- Musik: Cristoffer J.S. Frederiksen

## Medverkande
Svartsot-medlemmar
- Cris J.S. Frederiksen – gitarr, mandolin, sång
- Hans-Jørgen Martinus Hansen – plåtvissla, säckpipa, bakgrundssång
- Frederik Uglebjerg – trummor, percussion
- James Atkin – basgitarr, bakgrundssång
- Thor Bager – sång
- Michael Alm – rytmgitarr, sång

Bidragande musiker
- Lasse Lammert – gitarr (spår 3)
- Nanna Barslev – sång (spår 3, 8)

Produktion
- Lasse Lammert – producer, inspelning, mixning, mastering
- Gyula Havancsák – omslagsdesign, omslagskonst
- Kasper Fladmose – foto